# Avenida Presidente Julio Argentino Roca
La avenida Presidente Julio Argentino Roca, más conocida como Diagonal Sur, es una arteria del casco histórico de la Ciudad de Buenos Aires. Junto a Diagonal Norte y la Avenida de Mayo son los accesos más cercanos al centro político del país, los edificios que bordean la Plaza de Mayo.

## Historia
A comienzos del siglo XX, se pensó en abrir dos diagonales desde la histórica plaza de Mayo, una al sur, y otra al norte, llamada comúnmente Diagonal Norte.
En 1907 se contrató a Joseph Bouvard, Director de Arquitectura del Ayuntamiento de París, con la idea de adoptar el modelo de la ciudad luz. Debido al carácter diagonal de ambas avenidas, la Municipalidad debió comprar o expropiar una franja de terreno mayor que la estrictamente necesaria. La obra fue iniciada por el intendente Joaquín Samuel de Anchorena y respecto a las expropiaciones se adoptó un criterio amplio, al contrario del utilizado en la Avenida de Mayo. Se consideraba justo que si el municipio originaba una valorización, participara del beneficio.

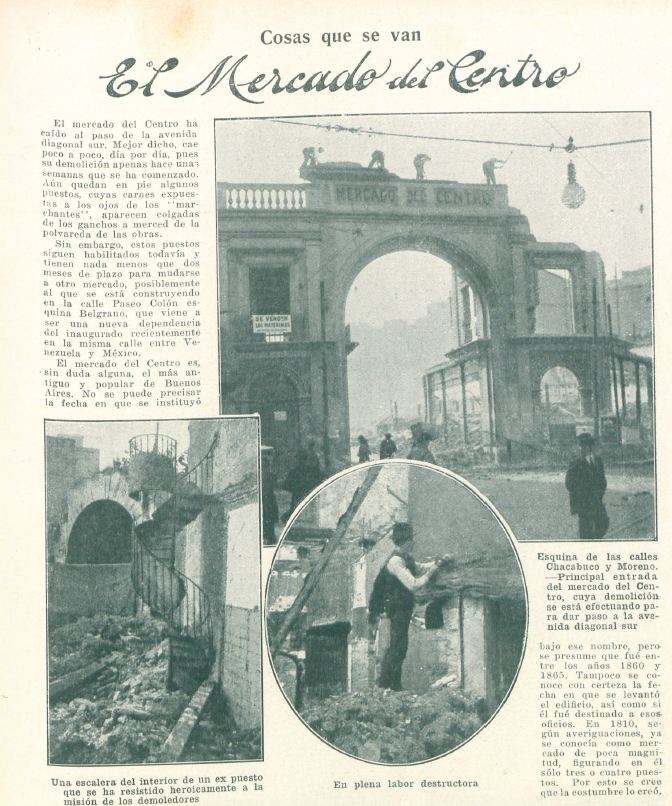
Demolición del Mercado del Centro para abrir paso a Diagonal Sur.

"Sin ley comenzó el plan por la Diagonal Sud. El Mercado del Centro, ruinoso y antihigiénico, ocupaba bastante terreno, en el trasado (sic) de la Avenida, y con la colaboración de los propietarios: Aguirre, Ortiz Basualdo, Bárrelo y otros, afectados por el proyecto, que donaron, cédieron o vendieron terreno a precios moderados. Algunos cooperaron con dinero."
En 1941 fue inaugurado el Monumento a Julio Argentino Roca. Tiene su base revestida de mármol con dos figuras, que representa a la Patria y al trabajo. En la cima está coronado por una escultura ecuestre en bronce hecha por José Luis Zorrilla de San Martín. Se ubica en la intersección con la calle Perú.
En octubre de 2011, el Gobierno de la Ciudad presentó ante la Legislatura de Buenos Aires una propuesta para concretar la Diagonal Sur en su extensión original, llegando hasta la intersección de las calles México y Bernardo de Irigoyen. Esa esquina guarda un valor simbólico e histórico particular: a pocos metros una placa recuerda la ubicación de la Jabonería de Vieytes, donde se reunían los primeros revolucionarios de mayo de 1810.
Formando parte del proyecto de Bouvard de 1907, la avenida aún sigue trunca en el cruce con Piedras y Avenida Belgrano. El tramo final, que atravesaría sólo dos manzanas (con muchas construcciones en estado de abandono), se ha mantenido a lo largo de las décadas en la legislación de Buenos Aires. Existe una normativa vigente dentro del Código de Planeamiento Urbano de Buenos Aires que ordena que las nuevas construcciones contemplen la prolongación de la avenida hasta la esquina de las calles México y Bernardo de Irigoyen.
De modo contradictorio, la obra está detenida en la Plazoleta Int. Joaquín S. de Anchorena, en homenaje de quien fuera su principal impulsor. En la actualidad varios edificios, construidos sobre la traza proyectada para la ampliación de la Diagonal Sur, fueron diseñados con sus fachadas en espera de la finalización de la obra.

## Nombre
Lleva su nombre en homenaje al Julio Argentino Roca, presidente de la Argentina por el Partido Autonomista Nacional entre 1880 y 1886, y nuevamente entre 1898 y 1904. Previamente a ambas presidencias había dirigido la  Conquista del Desierto.

## Puntos de interés
Por ella transcurre la línea E del subterráneo porteño, ubicándose las estaciones de Bolívar y Belgrano en cada una de sus cabeceras.
Nace en la esquina sur del Cabildo de Buenos Aires y la intersección de las calles Bolívar e Hipólito Yrigoyen. En el n.º 502 (de la calle Yrigoyen) está la entrada al edificio anexo de la Legislatura de la Ciudad de Buenos Aires, antigua propiedad de Victoria Aguirre (arqs. Basset Smith y Collcutt, 1915). Allí funciona en la planta baja el Centro de documentación de la Legislatura Porteña (CeDom). En el n.º 575 está el acceso principal del Palacio de la Legislatura, edificio construido entre 1926 y 1931, obra de los arquitectos Héctor Ayerza y Edouard Le Monnier.
En la vereda de enfrente se encuentra en el n.º 530 el ex edificio de la empresa Siemens (arq. Arturo Dubourg, 1952), que en la esquina con la calle Bolívar ostenta en la cornisa dos estatuas que golpean una campana, y hoy es la sede del Consejo de la Magistratura de la Ciudad de Buenos Aires. En el n.º 562 está el Hotel Nogaró, del arquitecto Ángel Pascual (año 1931).
En la intersección con las calles Perú y Adolfo Alsina está el mencionado monumento a Julio A. Roca. En la esquina sudeste se encuentra el único edificio junto al Cabildo que sobrevivió a la apertura de la Diagonal: la Procuraduría Jesuítica de la Manzana de las Luces, edificio del siglo XVIII (entrada por Perú n.º 222). Más tarde sería sede de la Universidad de Buenos Aires, y hoy es parte de un museo histórico. En la esquina opuesta está el edificio donde funciona el Instituto Nacional de Estadística y Censos (INDEC), que fue construido para el Ministerio de Trabajo en 1956, y proyectado por el arquitecto Arturo Dubourg.
En la siguiente cuadra, de la vereda norte está un edificio que ocupa la manzana triangular completa, con entrada por el n.º 651: aloja a la Secretaría de Industria, Comercio y PyMES, la Secretaría de Comercio y la Secretaría de Minería, entre otras dependencias federales. En la vereda opuesta, en la esquina con la calle Moreno está el Instituto Nacional de Reaseguros.
La última cuadra de la Diagonal Sur tiene en su esquina con la calle Moreno el edificio de la Superintendencia de Seguros de la Nación (n.º 721) construido entre 1946 y 1950, y la vereda norte está ocupada por una seguidilla de fachadas racionalistas, rematada por el último edificio construido en toda la avenida, el “Facultad VI” y en la esquina de Piedras un edificio postmodernista terminado en 1993. La vereda sur está ocupada por el edificio de Vialidad Nacional (n.º 734/742, antes Administración General de Puertos) y por el edificio de la Jefatura de Gabinete de Ministros, curiosa construcción realizada en acero, proyectada por el arquitecto Mario Roberto Álvarez para la Sociedad Mixta Siderúrgica (SOMISA) y terminada en 1977: es el Edificio Teniente General Castiñeiras (conocido popularmente como Edificio SOMISA).

## Recorrido
|  | lNAT |

| ARCH2 | KRX + KSTRa |  |

|  | RM + BUILDINGl |

| BUILDING | KRX + RM |  |

|  | RM |

|  | KRX + RM |

|  | RM + BUILDINGr |

|  | KRX + KSTRe |

|  | lNAT |

## Galería de Imágenes

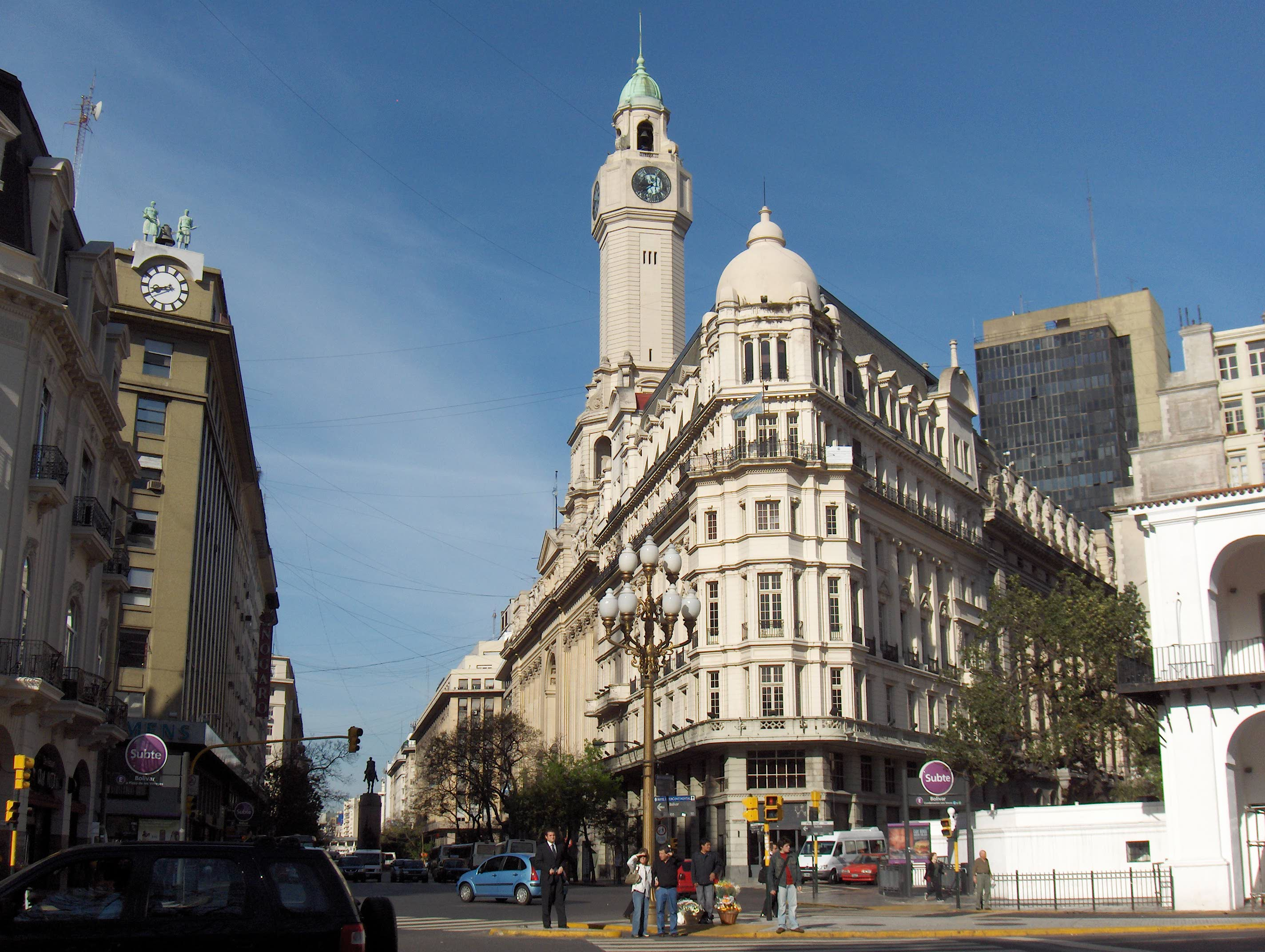
Diagonal Sur desde Plaza de Mayo, se observa la esquina del anexo correspondiente al Palacio de la Legislatura de la Ciudad de Buenos Aires y parte de la fachada sur del Cabildo de Buenos Aires
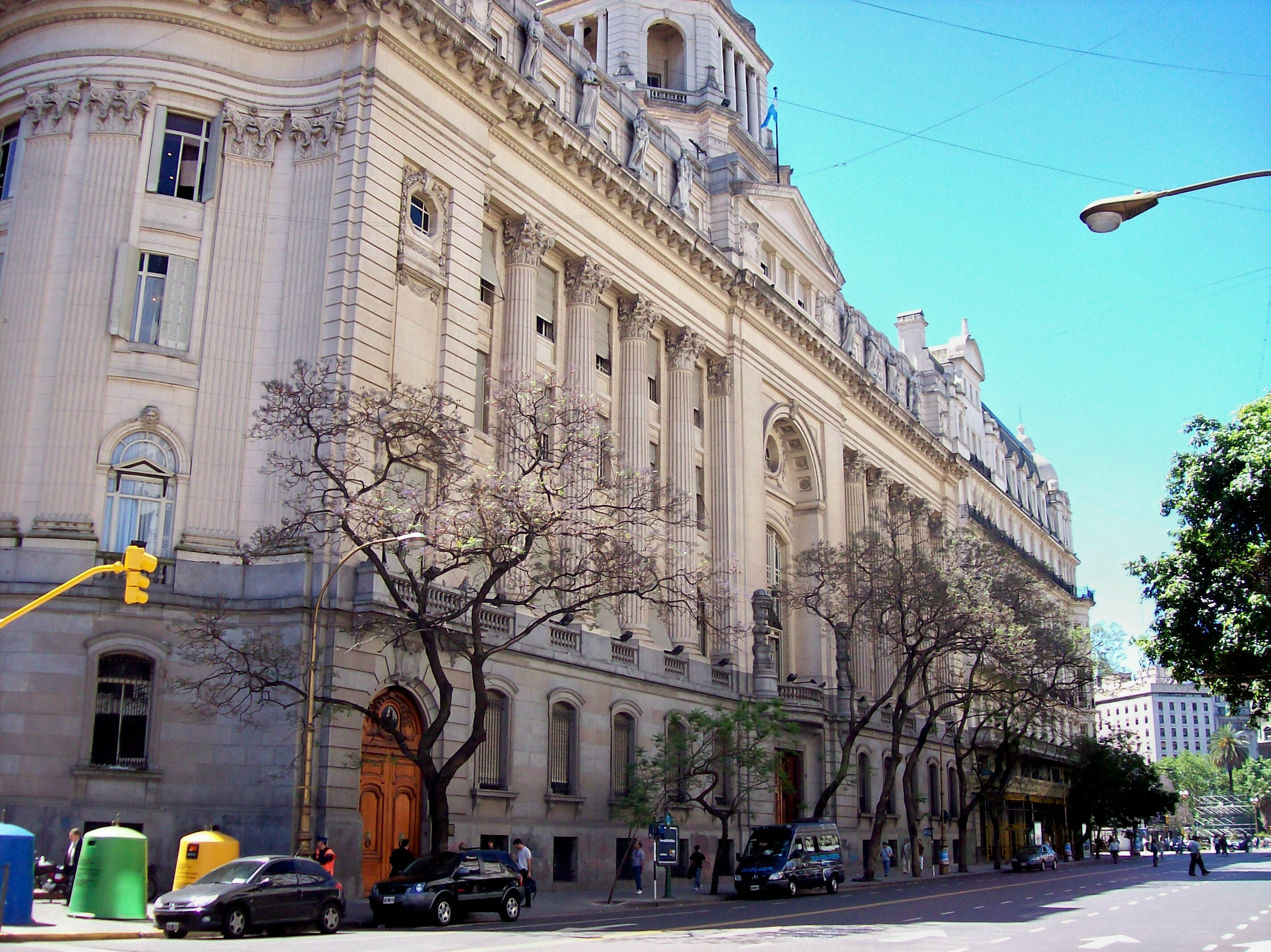
Fachada del Palacio de la Legislatura de la Ciudad de Buenos Aires
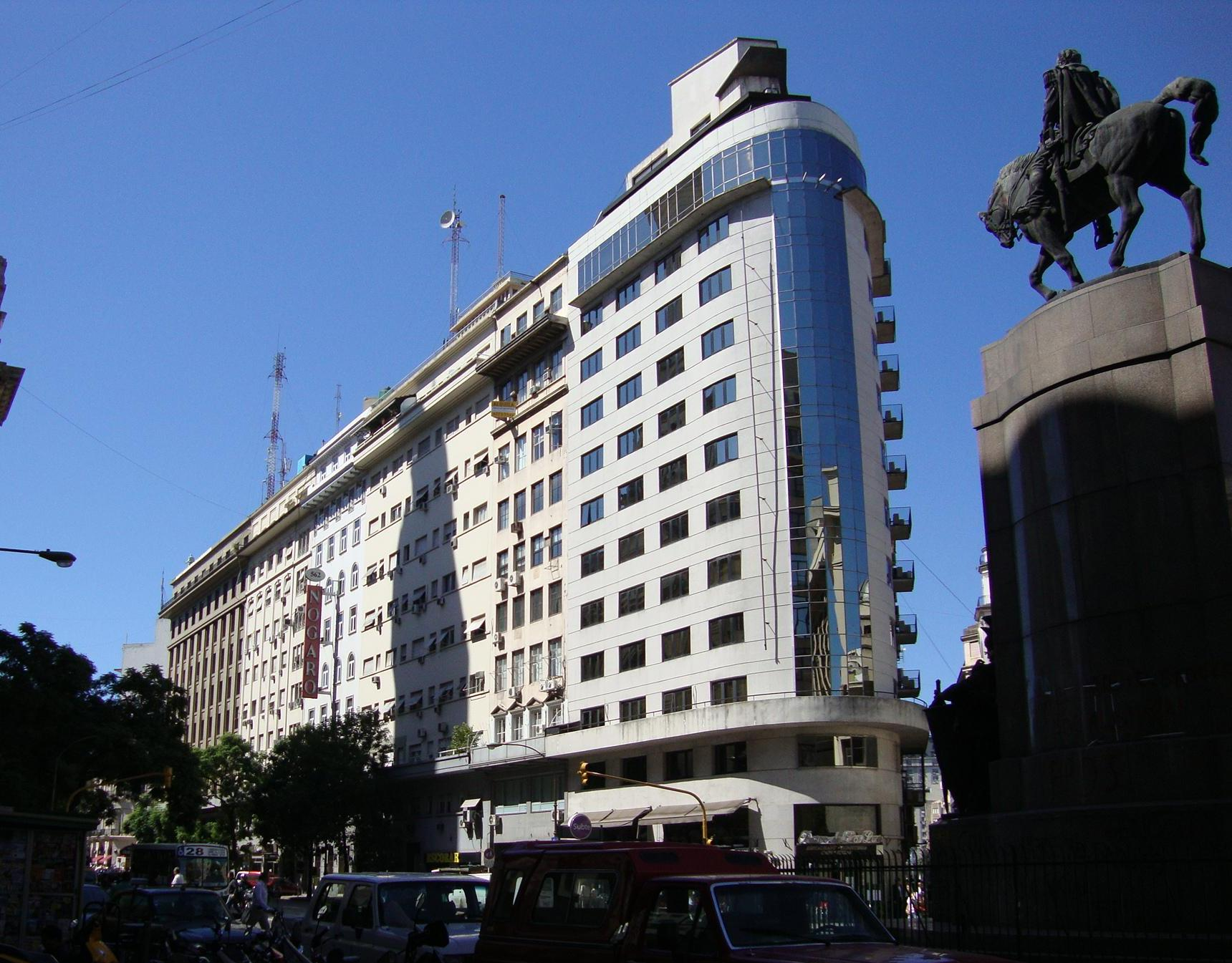
Vista desde Alsina a Yrigoyen (vereda par)
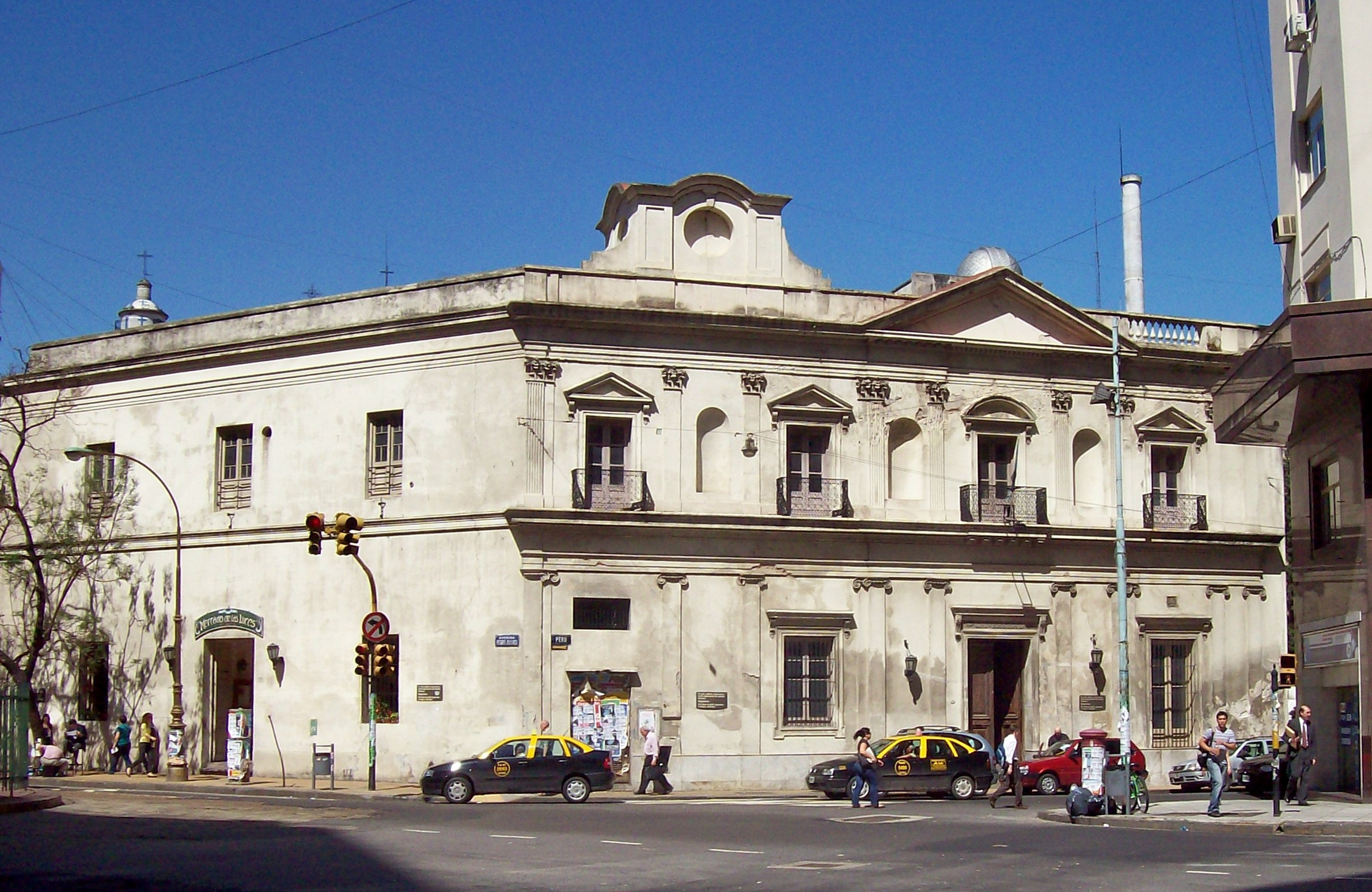
La Procuraduría Jesuítica
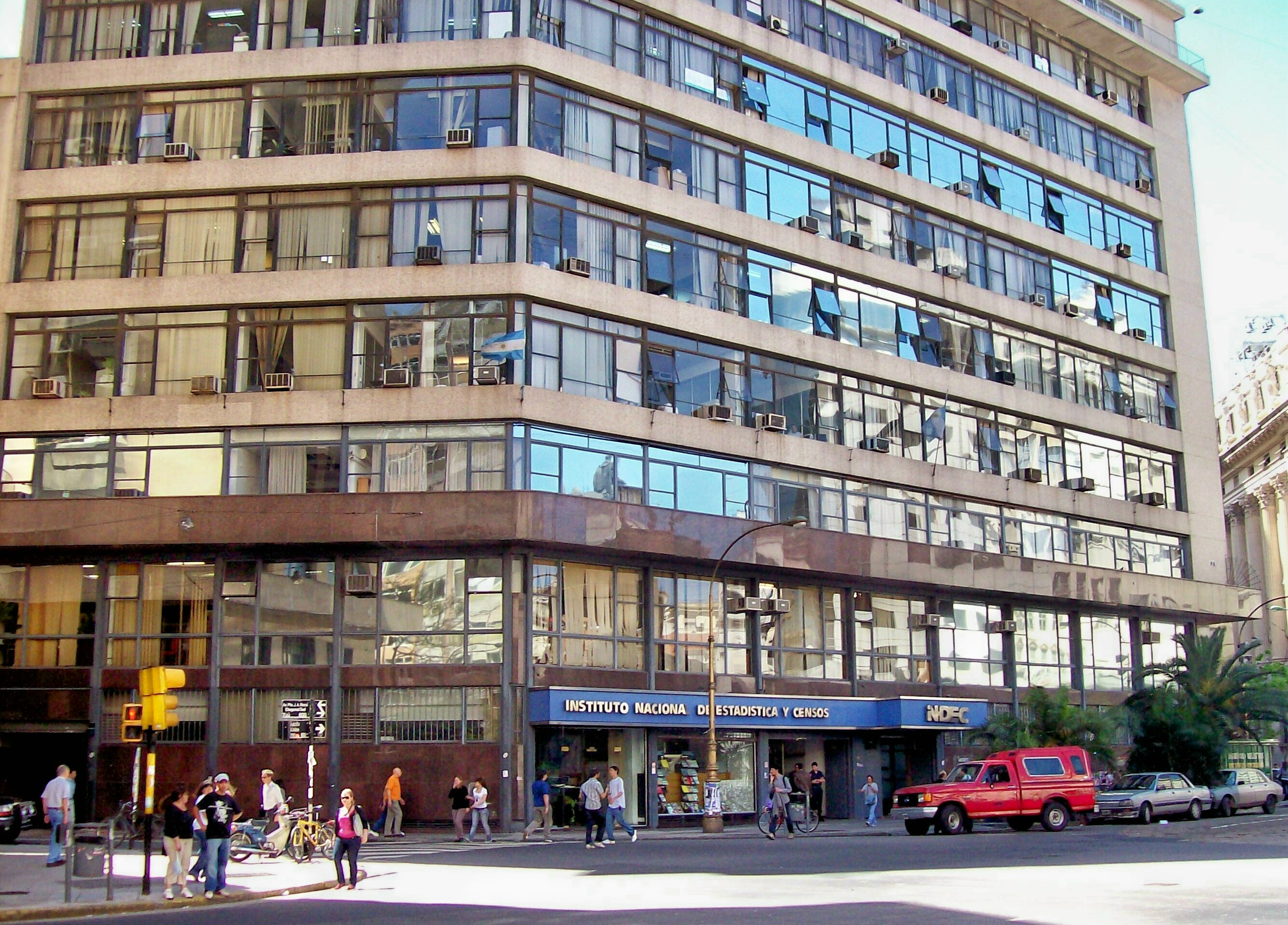
Edificio del INDEC
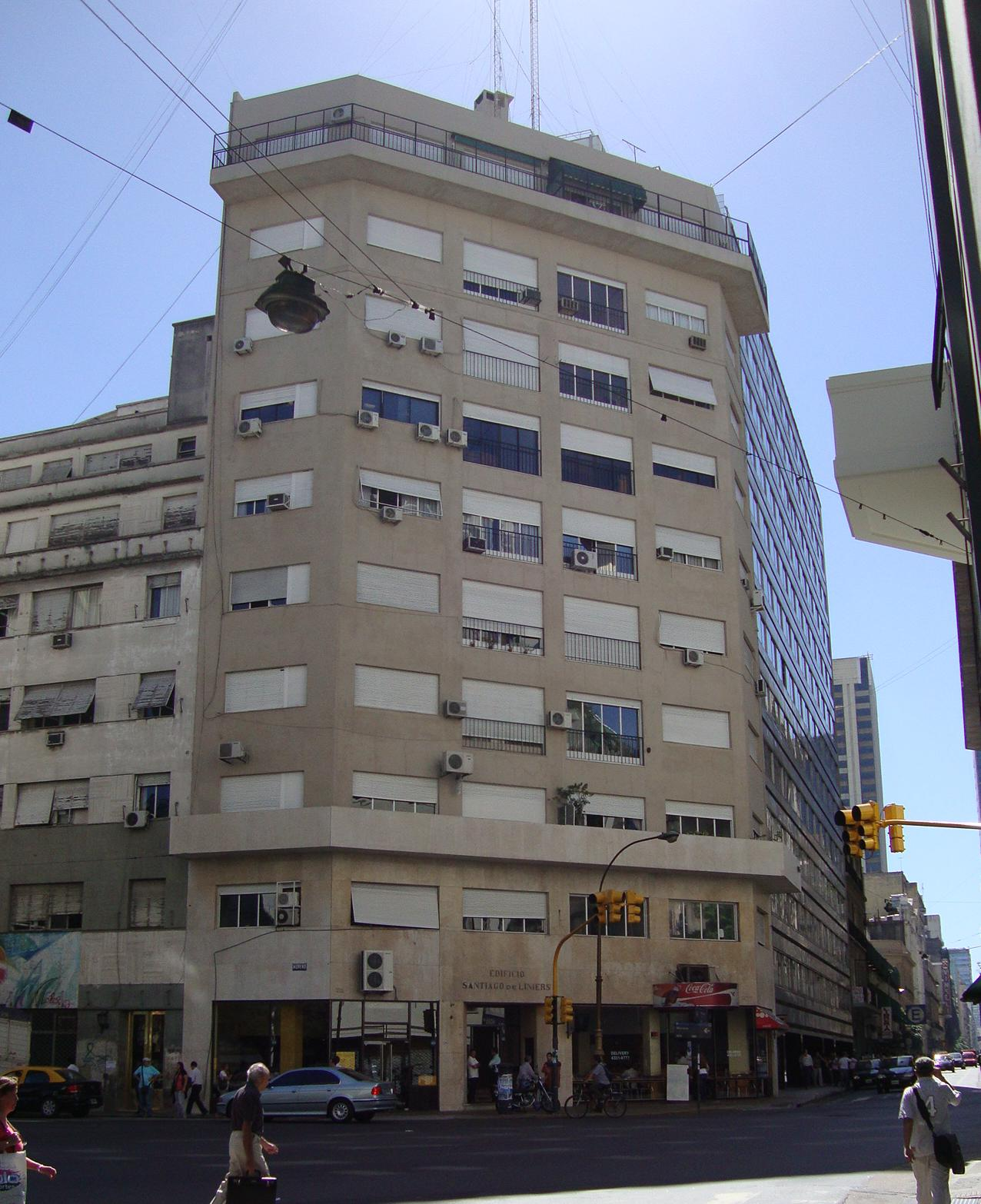
Edificio Santiago de Liniers
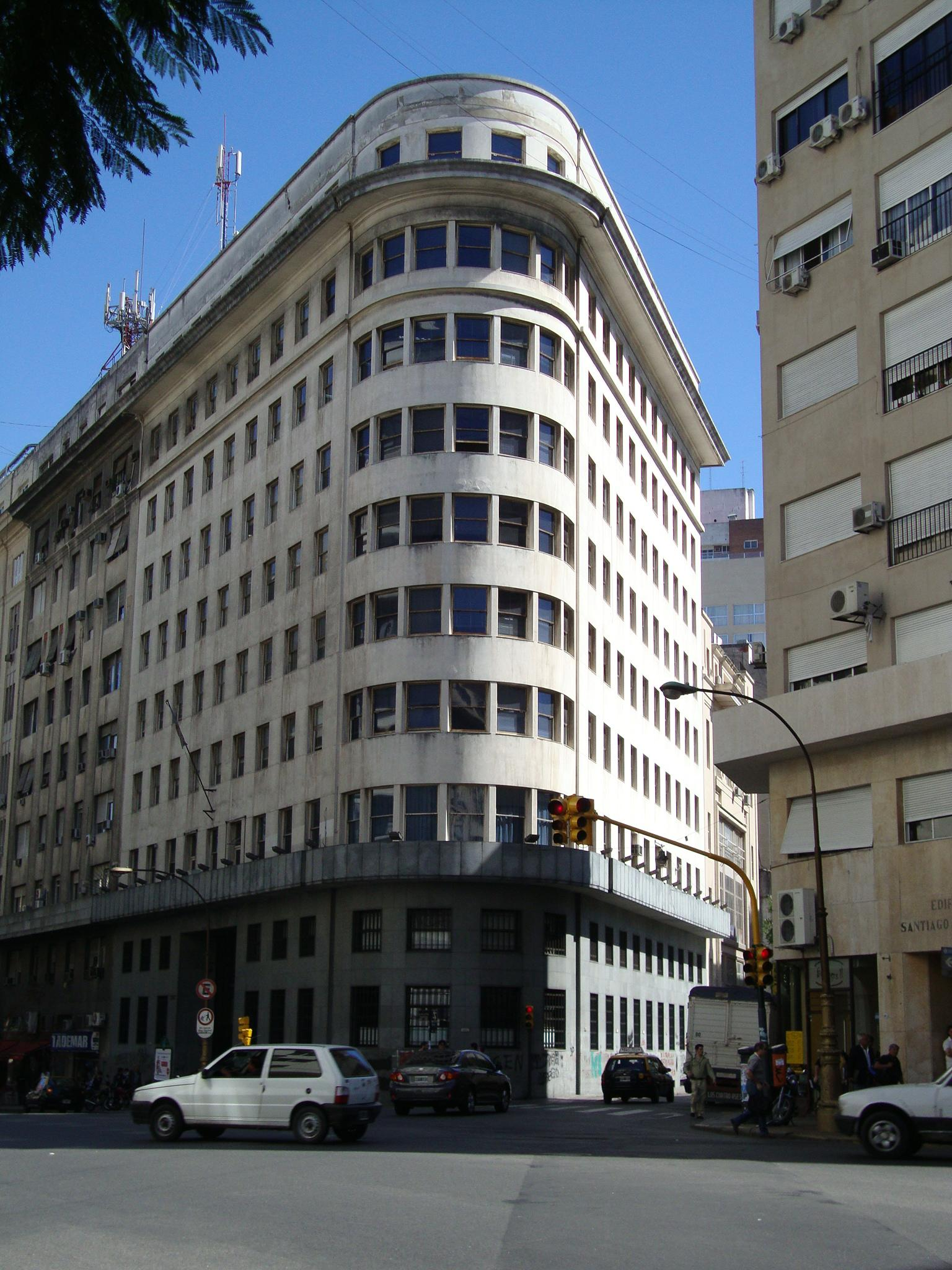
Superintendencia de Seguros de la Nación
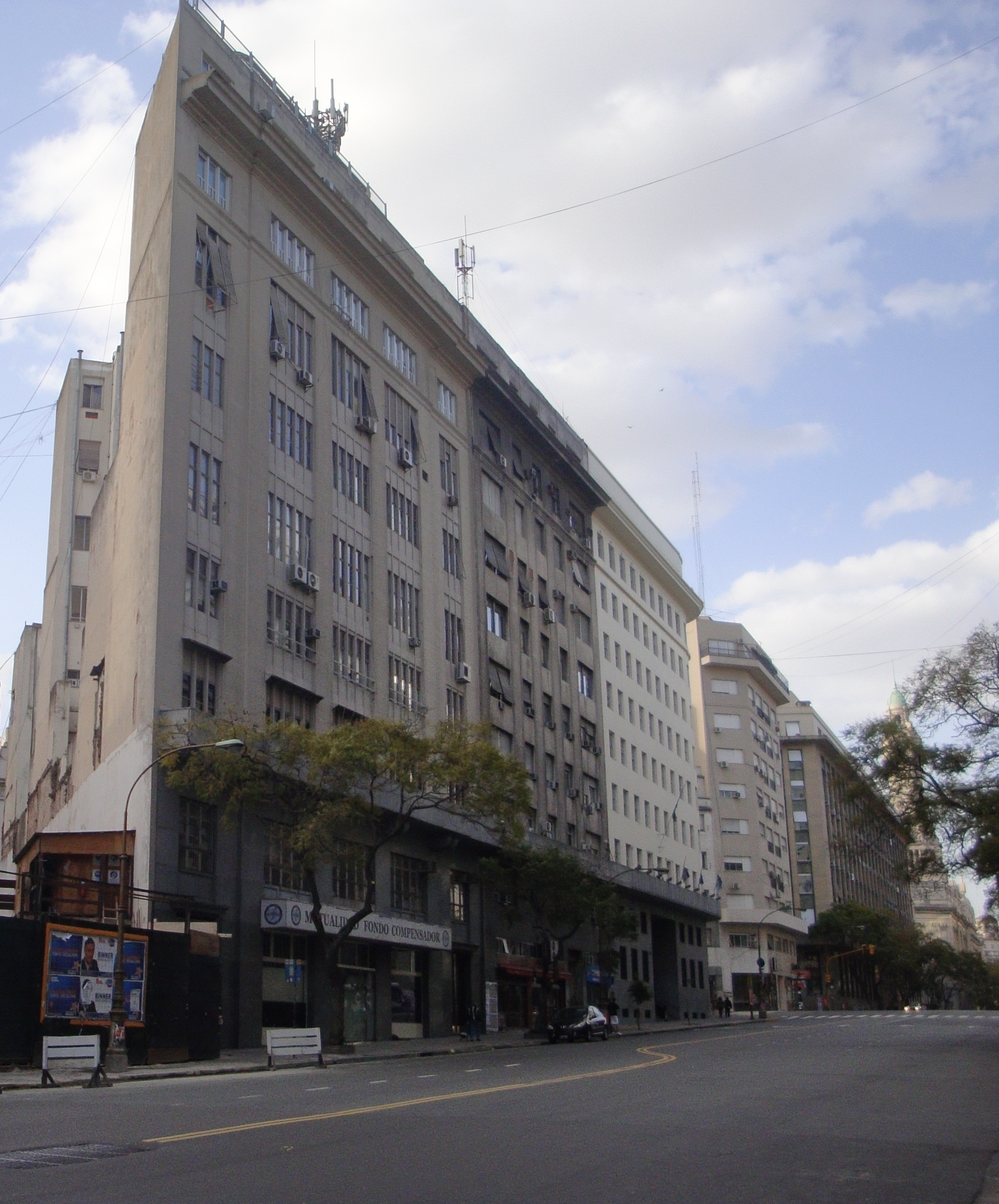
Última cuadra